# WTA Challenger de Marbella
O WTA Challenger de Marbella – ou AnyTech365 Andalucía Open, na última edição – foi um torneio de tênis profissional feminino, de nível WTA 125.
Realizado em Marbella, no sudoeste da Espanha, estreou em 2022 e durou uma edição. Os jogos eram disputados em quadras de saibro durante os meses de março e abril.

## Finais

### Simples
| Ano  | Campeã       | Vice-campeã      | Resultado |
| ---- | ------------ | ---------------- | --------- |
| 2022 | Mayar Sherif | Tamara Korpatsch | 7–61, 6–4 |

### Duplas
| Ano  | Campeãs                       | Vice-campeãs                 | Resultado        |
| ---- | ----------------------------- | ---------------------------- | ---------------- |
| 2022 | Irina Bara Ekaterine Gorgodze | Vivian Heisen Katarzyna Kawa | 6–4, 3–6, [10–6] |